# Giovanni Poggio (cardinale)
Giovanni Poggio, a volte indicato anche come Giovanni Poggi (Bologna, 21 gennaio 1493 – Bologna, 12 febbraio 1556), è stato un cardinale e vescovo cattolico italiano.

## Biografia
Nacque il 21 gennaio 1493 da Cristoforo Poggio e Francesca Quistelli. Prima di entrare nel mondo clericale, era sposato e aveva diversi figli. La moglie morì nel 1528.
Papa Giulio III lo elevò al rango di cardinale nel concistoro del 20 novembre 1551.
Morì il 12 febbraio 1556 all'età di 63 anni e fu seppellito nella basilica di San Giacomo Maggiore.